# 枝江北站
枝江北站，位于中华人民共和国湖北省宜昌市枝江市仙女鎮，是宁蓉铁路（原汉宜铁路）上的高铁站，2012年7月1日开通启用，由武汉局集团管辖。

## 車站周邊
- 枝江经济开发区仙女工业园
- 枝江市电子信息产业园

## 歷史
- 2012年7月1日开通启用。

## 外部連結
- 中国铁路客户服务中心 （页面存档备份，存于）